# 莫克塔尔·乌尔德·达达赫
莫克塔尔·乌尔德·达达赫（阿拉伯语：‎，Moktar Ould Daddah；1924年12月25日—2003年10月14日），毛里塔尼亚1960年从法国独立后担任首任总统，1978年被军事政变推翻。

## 生平
达达赫出身富裕家庭，其父是布提利米特地区摩尔人的伊斯兰教大教长。他早年在塞内加尔圣路易的酋长子弟学校和翻译学校读书，后当过六年翻译。1948年去法国尼斯留学，学习法学，后毕业于法国巴黎大学法学院和国立东方语言学校
，并获得学士学位。1950年代归国后加入中左派的进步联盟，1957年当选为领地议员，并出任“半自治共和国”副总理，兼任青年、体育和教育部长。1958年进步联盟同协商党合并组成毛里塔尼亚联合党，达达赫任该党总书记。期间和夫人玛丽亚姆·达达赫喜结连理。1959年联合党改组为毛里塔尼亚人民党，他出任党首。在同年大选中，人民党成为议会第一大党，达达赫被提名为自治政府总理兼内政部长。
1960年毛里塔尼亚脱离法国独立，达达赫以总理职务行使国家元首权力并兼任国防和外交部长。1961年8月，达达赫被选为首任总统。期间因西撒哈拉战争失败被广泛质疑。
1978年7月，陆军参谋长穆斯塔法·乌尔德·萨莱克发动军事政变，达达赫被推翻并被逮捕。1979年获准去法国治病。1980年11月以“叛国罪”罪名被缺席判处终身苦役。1984年12月马维亚·塔亚上台后被释放。